# Agios Floros
Vesnice Agios Floros (řecky: Άγιος Φλώρος) tvoří společně s vesnicí Christofileika obec na severozápadě okresu Kalamata v řeckém kraji Peloponés.

## Poloha
Obec Agios Floros se rozprostírá na ploše přes 8,330 km²  v nejzazším severozápadě okresu Kalamata na hranici s okresem Ichalia. Nachází se na státní silnici číslo 7 (Ethniki Odos 7) Kalamata - Korint. V obci v roce 2011 žilo 226 obyvatel, z toho 195 ve vesnici Agios Floros a 31 ve vesnici Christofileika. Paralelné po západní straně obce vede dálnice A 7. Vesnice Christofileika se nachází necelé tři kilometry severně na Ethniki Odos 7.
Vesnice Agios Floros leží na okraji řady pahorků, které tvoří západní konec pohoří Taygetos směrem k Messénské nížině. Severozápadně od vesnice se nachází hlavní pramen řeky Pamisos. Tento pramen je napájen velkou krasovou pánví, která po celý rok zajišťuje nepřetržitý tok řeky a je nejdůležitějším zdrojem vody pro Messénskou nížinu. Pramen vytváří trvalý mokřad, na jehož východní straně jsou pozůstatky starověkého chrámu zasvěceného říčnímu bohu Pamisovi.

## Pamisos-svatyně
Malý dórský chrám antentempel byl nalezen a zkoumán ve 30. letech dvacátého století švédským archeologem Natanem Valminem. Podle dobových zpráv o cestování v 19. století byl tehdy chrám ještě stále dobře zachován. Vlastník pozemku však jeho kameny začal používat ke stavbě domu. Také prodával i různé bronzové předměty. Zbytky chrámu nalezl roce 1929 Natan Valmin pod vodou . Na podzim roku 1933 dokázal při nižším stavu vody chrám vykopat.
Uvnitř celly chrámu byly nalezeny dva nápisy, věnované bohu Pamisovi. Jeden z nápisů patří k reliéfu býka. Podle Valmina to mělo představovat Pamise, protože na Peloponésu i jinde byli takto říční bohové často zobrazováni.
Chrám byl postaven nad starší obětní jámou, pravděpodobně nad tehdy uzavřeným pramenem řeky. Byly do ní obětovány sošky, figurky a nádoby, ale i mince ze 4. století před Kristem až do 4. století našeho letopočtu.
Nejstarší předměty nalezené ve svatyni pocházejí z počátku 6. století před Kristem. Mezi nimi i 10 cm velká bronzová soška, která  představuje Hérakla bojujícího s hydrou.
Dvě bronzové destičky se znázorněním mužských genitálií a dvě nebo tři malé sošky kúros s deformacemi na nohou jsou interpretovány jako poukaz na provádění léčebného kultu. Podle Pausania tam byly u pramenů řeky Pamisos léčeny malé děti. Stejný autor také uvádí, že Pamisovu svatyni sponzoroval král Sybotas a že králové tam každý rok obětovali říčnímu bohu. Ani svatyně, ani říční bůh nejsou jinde ve starověké literatuře zmíněny.
Soška bojovníka s kopím nese nápis, podle kterého byla zasvěcena řece Pamisos Pythodórem. Původně tedy nejspíše také pochází ze svatyně.

## Novověk
Vesnice Agios Floros, založená v roce 1912, byla při územní reformě v roce 1997 začleněna do okresu Arfara. To se změnilo správní reformou z roku 2010 kdy připadla k okresu Kalamata.

## Příroda
Mokřad Agios Floros poskytuje významný prostor pro bohatou faunu a flóru, včetně několika druhů ryb. Tropidophoxinellus spartiaticus, ze skupiny paprskoploutví, je v mezinárodním a národním červeném seznamu klasifikován jako ohrožený druh. Orientální platany uprostřed vesnice byly v roce 1985 vyhlášeny přírodní památkou.